# Неметалічні корисні копалини України
Неметалі́чні кори́сні копа́лини Украї́ни

## Неметалічна сировина для металургії
За більш ніж столітню історію української металургії створено потужну промисловість з видобування і первинної переробки неметалічної сировини. З усіх видів цієї сировини (вапняки, доломіти, кварцити, вогнетривкі глини, лужноземельні бентоніти) Україна до останнього часу повністю забезпечувала власні потреби і певною мірою потреби металургії Росії, Грузії, частково — Польщі, Словаччини. Але вже зараз виникають гострі проблеми, зумовлені загальним прогресом у металургії і значним підвищенням вимог до якості неметалічної сировини. Деякі види неметалічної сировини (магнезит, плавиковий шпат, лужні бентоніти) для металургійної галузі України імпортуються.
Основним завданням цього напряму є розвиток геологорозвідувальних робіт, спрямованих на максимально можливе забезпечення діючих підприємств власною мінеральною сировиною належної якості.

## Плавиковий шпат
Основними споживачами плавикового шпату є заводи, що випускають феросплави і зварні флюси, а також металургійні комбінати, заводи важкого машинобудування, суднобудівні і алюмінієві підприємства Донецької, Дніпропетровської, Запорізької та Миколаївської областей.
Державним балансом запасів враховується одне родовище плавикового шпату Покрово-Кириївське у Приазов'ї та два родовища з вмістом супутнього фтору в апатиті — Стремигородське і Новополтавське. Усі три родовища не експлуатуються через потребу значних капітальних вкладень на їх освоєння.
Розвідано і підготовлено до дослідно-промислової експлуатації Бахтинське родовище у Придністров'ї.

### Проблеми і завдання
Основними завданнями цього напряму є:
- проведення пошуково-оцінювальних робіт у межах центральної ділянки Сущано-Пержанської зони для підготовки запасів спеціального рідкісноземельно-флюоритового флюсу;
- проведення пошуково-оцінювальних і розвідувальних робіт на флангах Бахтинського родовища із затвердженням запасів плавикового шпату у Державній комісії по запасах корисних копалин;
- підготовка до промислового освоєння Центрального родовища Сущано-Пержанської зони.

## Флюсові вапняки і доломіти
Запасами флюсової сировини діючі гірничодобувні підприємства повністю забезпечені, але переважна більшість цих запасів придатна лише для застарілого доменно-мартенівського виробництва сталі. Конверторне та електроплавильне виробництво сталі вимагає ту ж сировину, але високої якості (за хімічним складом та механічною міцністю).
Державним балансом запасів враховано 14 родовищ флюсових вапняків, загальні запаси яких становлять 2,5 млрд тонн; в контурах діючих кар'єрів — 950 млн тонн. Також на державному балансі знаходяться 8 родовищ доломіту, з яких три розробляються.
Проте при значних запасах країна має потребу у високоякісних конверторних доломітах, загальний обсяг запасів яких становить 400 млн тонн, але промислові з них всього — 36 млн тонн.
Проблемою сировинної бази залишається нестача розвіданих запасів смолодоломітів. Єдине родовище в країні — Стильське (Донбас), яке тепер закрите через гідрогеологічні проблеми.

### Проблеми і завдання
Основними завданнями цього напряму є:
- завершення розвідки західної ділянки Стильського родовища, створення сировинної бази доломітів у Кривбасі на Криворізькому (Фрунзенському) родовищі із загальними запасами понад 100 млн тонн.

## Бентонітові глини
При сталому функціонуванні українських металургійних підприємств їх потреби у бентонітових глинах становлять 500–560 тис. тонн на рік.
Металургійні підприємства України використовують як формувальні бентонітові глини Дашуківської ділянки Черкаського родовища, але вони не придатні для виробництва обкотишів із залізорудних концентратів і тому для цих цілей такі глини імпортуються з Азербайджану.

### Проблеми і завдання
Основними завданнями цього напряму є:
- проведення розвідки Ріпкінської ділянки Черкаського родовища, глини якої подібні до азербайджанських бентонітів;
- проведення розвідки першочергового блоку Киштинської ділянки у Закарпатті;
- проведення розвідки Ільницького родовища лужноземельних бентонітів у Закарпатті.

## Вогнетривка сировина
Запаси високоякісної глинистої сировини на найбільших родовищах (Часів'ярське, Новоселицьке) майже виснажено. Більша частина запасів Часів'ярського родовища (42 млн тонн) розташована під містом. Залишок балансових запасів Східної ділянки Новоселицького родовища, що експлуатується, становить всього 101 тис. тонн.

### Проблеми і завдання
Знижується сортність сировини, яка добувається, і на інших родовищах. Погіршуються гірничо-геологічні умови, збільшується глибина кар'єрів, зростає собівартість добування сировини.
Основними завданнями цього напряму є:
- забезпечення приросту запасів промислових категорій на Володимирівському родовищі каолінів і Полозькому родовищі вогнетривких глин і вторинних каолінів;
- проведення розвідки Рижанівського (Черкаська область) і Балашівського (Кіровоградська область) родовищ з очікуваними запасами відповідно 20 і 10 млн тонн для збільшення запасів вторинних каолінів;
- завершення розвідки Західної лінзи Рижанівського родовища;
- проведення пошукових робіт високоякісних вторинних каолінів у районі діючих підприємств (ділянки, прилеглі до Новоселицького та Обознівського родовищ) у Черкаській та Кіровоградській областях;
- проведення пошукових робіт глин Часів'ярського типу у Кальміус-Торецькій та Бахмутській котловинах Донецької області.

## Магнезит
У Дніпропетровській області розвідано Правдинське родовище талько-магнезиту, розробка якого дасть змогу замінити імпортований магнезит у всіх випадках, коли використовується його порошок, (до 50 % загальних потреб). До того ж, у процесі збагачення талько-магнезитів отримується високоякісний і цінний тальк.
У металургії значна частина магнезиту переробляється на форстеритові вогнетриви, сировина для яких імпортується.

### Проблеми і завдання
Основним завданням цього напряму є проведення розвідувальних робіт у межах Побузького рудного району (Кіровоградська та Миколаївська області) для заміни імпортованої сировини цього різновиду на власну.

## Високоглиноземна сировина
Україна не має власної мінеральної бази цієї сировини але перспективними щодо цього є райони Приазов'я та північної частини Житомирської області (Сущапо-Пержанська зона). На сьогодні імпорт високоглиноземної сировини становить 38 тис. тонн щороку.

### Проблеми і завдання
Основними завданнями цього напряму є проведення розвідки:
- Сущанського родовища дистену, на ділянці першочергової розробки якого прогнозується отримати запаси в обсязі 5 млн тонн;
- всього Сущанського родовища дистену;
- Соломіївського родовища гранат-силіманітових руд у Приазов'ї, на ділянці першочергової розробки якого прогнозується отримати запаси в обсязі 10 млн тонн.

## Сировина длягірничохімічноготаагропромислового комплексів
Ця сировина є основою для виробництва мінеральних добрив.

## Апатит
За даними Мінпромполітики України, сучасна потреба галузей економіки у фосфорній сировині оцінюється у 2,3 — 2,8 млн тонн на рік у розрахунку на 100 % оксид фосфору(V) (далі — у перерахунку на оксид фосфору(V)), тобто 6-7 млн тонн кондиційного апатитового концентрату. Із власних родовищ можна забезпечити тільки частину потреби у фосфорних добривах. Можливість ввезення кольського апатитового концентрату різко зменшується у зв'язку з відпрацюванням основних запасів для відкритого добування. Розв'язання питання щодо імпорту фосфоритових концентратів Північної Африки та Близького Сходу вимагає певної обережності, оскільки в їх рудах переважають фосфорити із підвищеним вмістом кадмію, урану, торію та інших шкідливих компонентів.
Загальні запаси апатитових руд України становлять 79,1 млн тонн фосфорного ангідриту і майже повністю зосереджені у двох родовищах — Стремигородському та Новополтавському. Однак для освоєння цих родовищ необхідні значні затрати часу і інвестиції.
У той же час поблизу Стремигородського родовища є менші за обсягами, але поки що недостатньо вивчені родовища таких саме руд, що залягають на меншій глибині і потребують значно менших капітальних вкладень для їх розробки. Найкращі з них — Видиборське і Федорівське з можливими запасами в обсязі 15 млн тонн у перерахунку на оксид фосфору(V) при його середньому вмісті 3,2 %.

### Проблеми і завдання
Основними завданнями цього напряму є:
- завершення розвідки Федорівського родовища;
- пошуково-оцінювальні роботи на Голосківській ділянці у Хмельницькій області;
- завершення розвідки та затвердження запасів у Державній комісії по запасах корисних копалин України Видиборського родовища апатит-ільменітових руд;
- розвідка Голосківського родовища апатиту.

Очікуваний приріст розвіданих запасів прогнозується в обсязі 30 млн тонн у перерахунку на оксид фосфору (V).

## Сірка самородна
Річна потреба України в самородній сірці для виробництва 98-% сірчаної кислоти (при повному завантаженні існуючих виробництв 6 млн тонн) становить 2 млн тонн.
Усі запаси та прогнозні ресурси самородної сірки пов'язані з Прикарпатським сірчаним басейном, який є основним джерелом добування сірки для агрохімічної промисловості.
На сьогодні єдине відносно рентабельне джерело добування сірки в Україні — Язівське родовище, залишкові запаси якої становлять 16 млн тонн, технологічні — 6,4 млн тонн, собівартість сірки — $85 за тонну при світовій ціні ;40 — 60 за тонну, що не може задовольнити потреби промисловості.

### Проблеми і завдання
Основними завданнями цього напряму є:
- проведення комплексу геологорозвідувальних робіт на площах, що прилягають до рудних тіл, які перебувають в експлуатації (Язівське родовище), з метою розроблення охоронних заходів для можливого відпрацювання родовища методом підземного виплавлення;
- завершення прогнозно-пошукових та тематичних робіт з переоцінки перспектив сірконосності Прикарпатського басейну в цілому;
- за результатами проведених робіт підготувати до промислового освоєння перспективні ділянки для відпрацювання методом підземного виплавлення, переглянути та подати на затвердження Державної комісії по запасах корисних копалин України обґрунтування нових кондицій та запасів.

## Фосфорити
Орні площі України становлять 27,5 млн гектарів. Щороку після збирання врожаю сільськогосподарських культур ґрунти втрачають приблизно 1 млн тонн діючої речовини у перерахунку на оксид фосфору(V). Для її поповнення необхідне щорічне внесення добрив у кількості 60 кг/га у перерахунку на оксид фосфору(V) (засвоюваного). Фактично за останні 2-3 роки вносилося менш як 10 кг/га у перерахунку на оксид фосфору(V).
Відомі апатитові родовища України поки що не можуть бути освоєні. Розв'язати питання можна за рахунок розробки родовищ або покладів зернистих фосфоритів, які були відкриті в Україні у 1983–1995 роках.

### Проблеми і завдання
Основними завданнями цього напряму є:
- завершення розвідки Мілятинського, Жванського та Ратнівського родовищ з загальними обсягами запасів 12,5 млн тонн у перерахунку на оксид фосфору(V);
- проведения розвідки інших родовищ фосфоритів, техногенних фосфоровмісних об'єктів та фосфатовмісних вапняків із загальними обсягами запасів 16 млн тонн у перерахунку на оксид фосфору(V).

## Калійні солі
Калійна сіль головним чином застосовується у виробництві мінеральних добрив (калійних та комплексних). Внутрішня потреба України у калії — 2 млн тонн (у перерахунку на оксид калію).
Одна з найбільших у світі провінцій калійних руд сульфатного типу (найцінніші калійні руди) розташована у Прикарпатті. Розвідані запаси її становлять майже 3,4 млрд тонн. Вони переважно зосереджені у двох (всього 13) родовищах:
Стебницькому та Калуш-Голинському, обсяг запасів яких становить відповідно 0,9 млрд та 0,5 млрд тонн.
Проте запаси більшості родовищ встановлені ще у 1948–1960 роках і відповідають лише прогнозним ресурсам та частково — попередньо розвіданим запасам. Тому передбачається забезпечити розвіданими запасами промислових категорій діючі Стебницький та Калуський збагачувальні комбінати.

### Проблеми і завдання
Основними завданнями цього напряму є:
- проведення розвідки ділянки «Пійло» Калуш-Голинського родовища, де будується новий рудник;
- забезпечення розроблення наукового прогнозу та проведення пошуків у межах басейну нових родовищ із сприятливими гірничо-геологічними умовами;
- проведення генеральної переоцінки існуючих запасів;
- завершення розвідки та затвердження запасів ділянки «Пійло» в обсягах не менш як 40 млн тонн.